# Colonisation (biologie)
Ne doit pas être confondu avec Colonie (biologie) ou Dispersion (biologie).
Pour les articles homonymes, voir Colonisation.
En biologie, une colonisation est le processus dans lequel une espèce se propage dans de nouveaux habitats. Le terme est généralement utilisé quand cette dernière se répand par des moyens naturels et de manière spontanée, par opposition à une espèce introduite (du fait de l'homme) et qui peut devenir dans certains cas une espèce envahissante,.

## Exemples
Les biofilms correspondent à la colonisation d'une communauté de micro-organismes immobilisés sur une surface. La bioréceptivité désigne l'ensemble des caractéristiques d'un substrat qui déterminent un potentiel de colonisation biologique.

Exemples de colonisations biologiques en Europe :
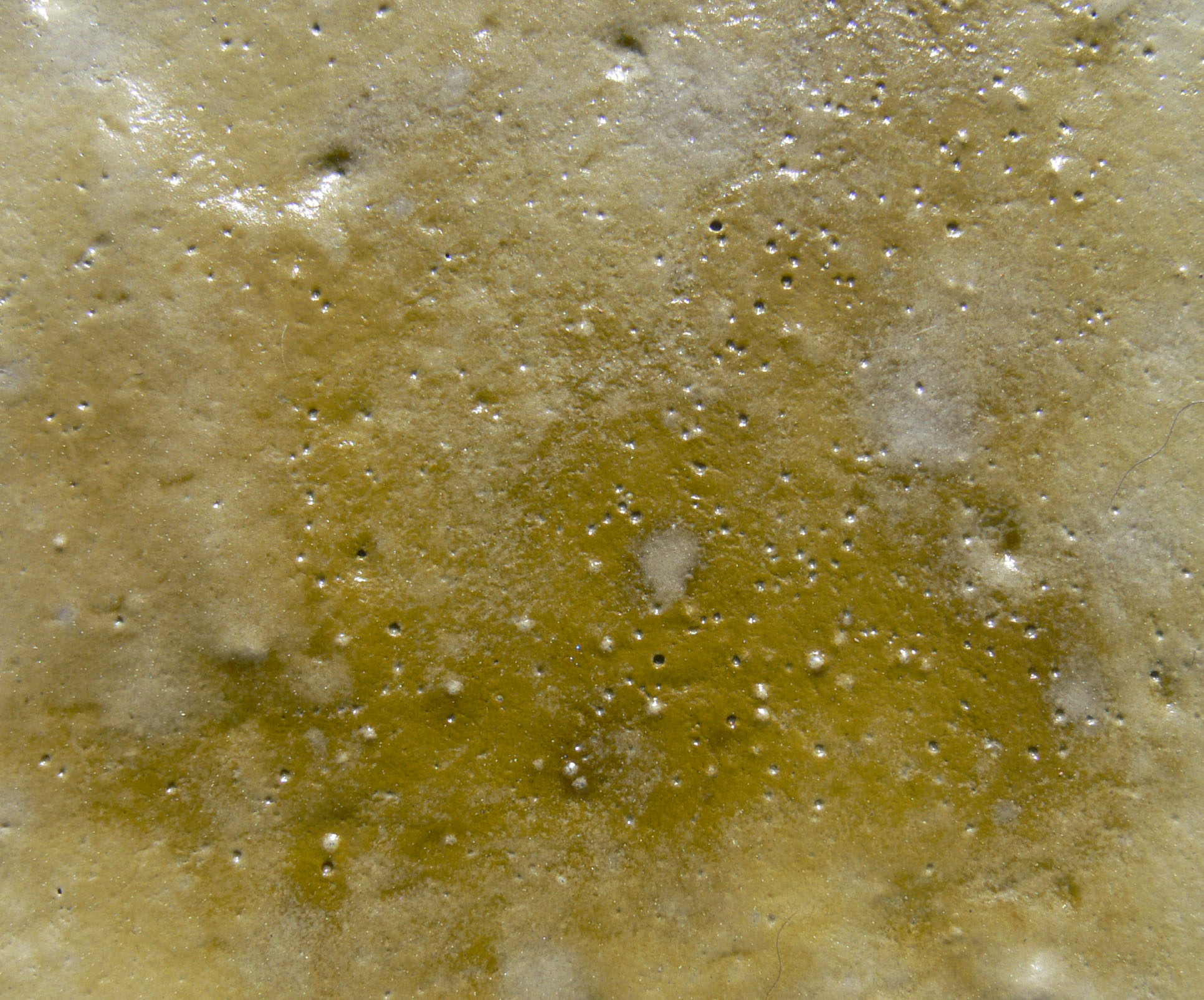
Biofilm superficiel intertidal, en grande partie photosynthétique sur vase estuarienne exondée.
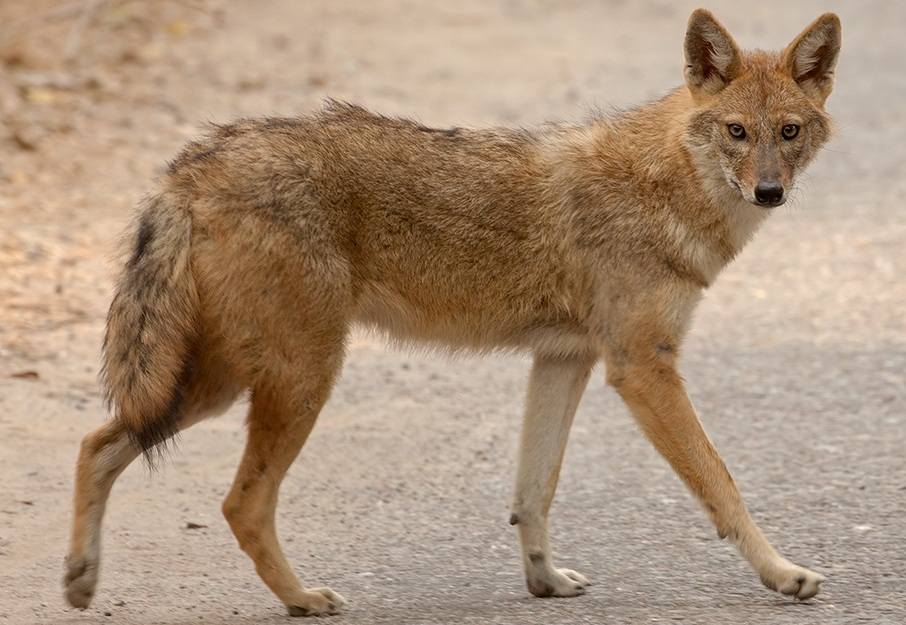
Le Chacal doré (Canis aureus), colonisant spontanément les territoires où le Loup gris (C. lupus) a été éradiqué.
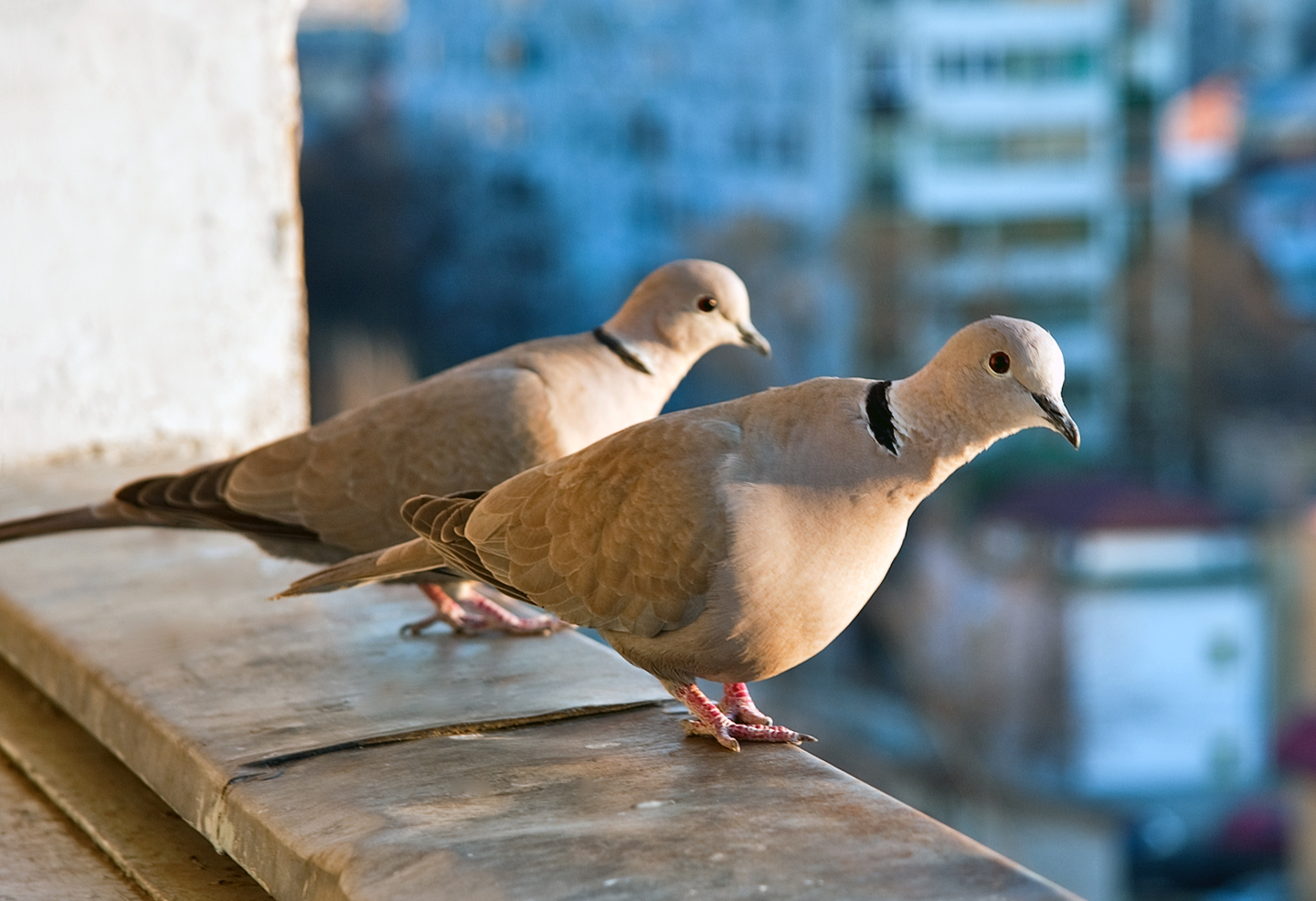
La Tourterelle turque (Streptopelia decaocto), introduite en Europe du Sud dans des régions contrôlées par les Ottomans et qui est à l'origine de sa propagation occidentale au XXe siècle.
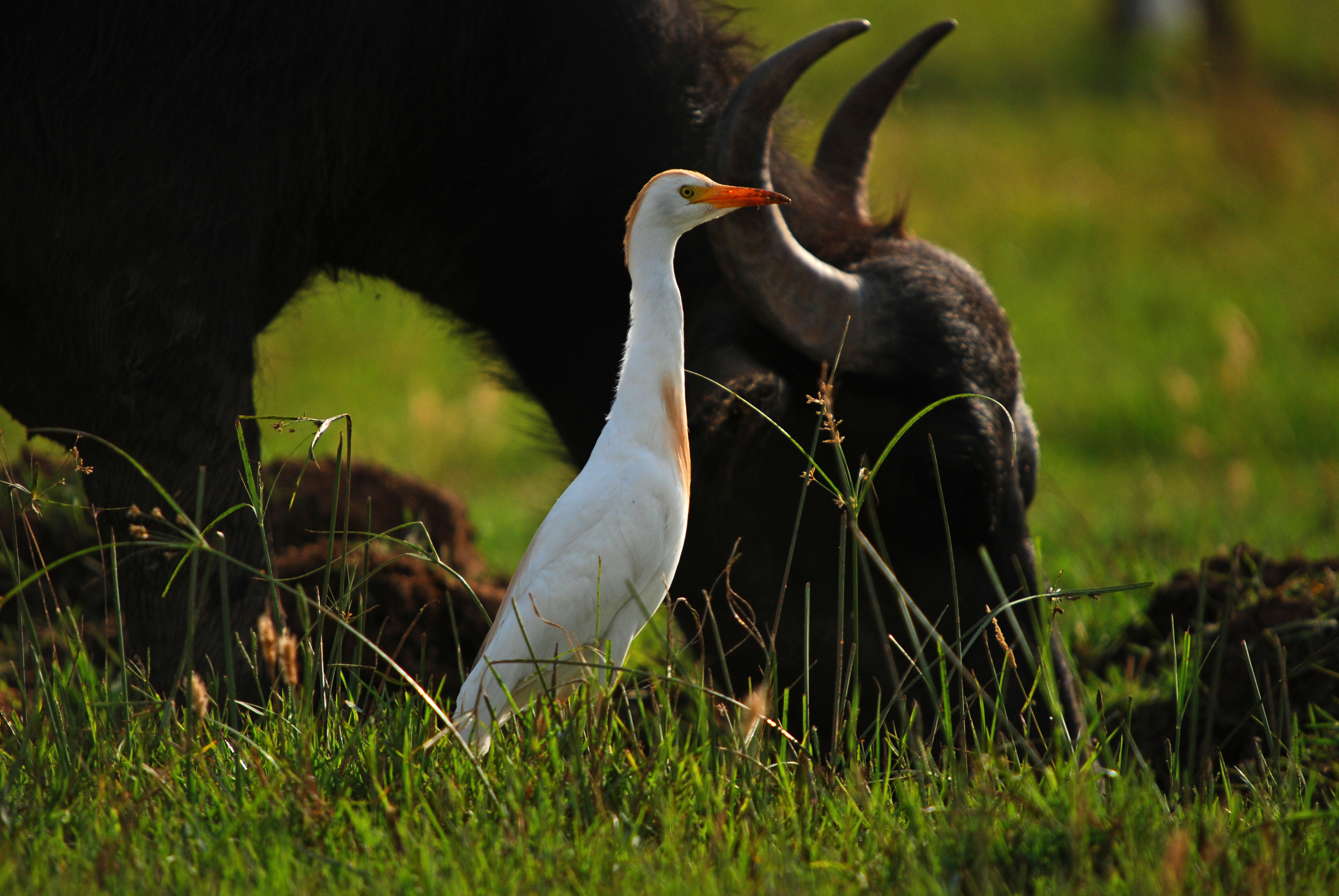
Le Héron garde-bœufs (Bubulcus ibis), profitant de sa relation commensale avec le gros bétail et de l'expansion mondiale de ce dernier.